# Титанік 2
«Титанік 2» (англ. Titanic II) — американський фільм-катастрофа 2010 р. сценарист, режисер і в головній ролі — Шейн Ван Дайк, дистриб'ютор — The Asylum. Фільм не є продовженням фільму Джеймса Кемерона 1997 р., сайт Dread Central назвав його мокбастером. Випущений прямо на ТБ в Австралії 7 серпня 2010 р. Фільм отримав негативну реакцію критиків.
Для зйомок використовувалося судно RMS Queen Mary, яке можна побачити у фільмі Пригоди «Посейдона». Також у кадр часто потрапляє модель оригінального «Титаніка».

## Сюжет
14 квітня 2012 року, тобто 100 років після загибелі Титаніка, побудований новий аналогічного виду розкішний круїзний лайнер, який охрестили Титаніком 2. Потім він відправився у свій перший рейс, використовуючи той же маршрут, що й Титанік 100 років тому. Під час перетину Атлантичного океану наслідки глобального потепління викликають руйнування льодовика в Гренландії, що створює гігантське цунамі, яке посилає айсберг прямо в корабель, у той час як пасажири вечеряють в обідньому салоні. Весь правий борт судна і правий борт рятувальних шлюпок подрібнюються, величезний тиск створюється в турбінах лайнера, які згодом вибухають. Гине багато людей, в тому числі капітан корабля Говард. В результаті вибуху спричинена величезна пожежа всередині потопаючого судна.
Через кілька хвилин інше цунамі, потужніше, ніж попередє, та швидше, ніж швидкість звуку, потрапляє в лайнер, перевертає його догори дригом, що приводить до нових смертей, пасажири в рятувальних шлюпках вбиті різними частинами айсберга.

## У ролях
- Шейн Ван Дайк — Хейден Волш
- Марі Вестбрук — Емі Мен
- Брюс Девісон — Джеймс Мен
- Брук Бернс — д-р Кім Паттерсон
- Мішель Главан — Келлі Вейд
- Кері Ван Дайк — перший помічник Елмер Кулідж
- Д. С. Дуглас — капітан Говард
- Ділан Вокс — другий співробітник Двейна Стівенса
- Майлс Кренфорд — адмірал Вес Хедлі
- Маріфе Балаба — принцеса Лаура